# Prezydenci Sahary Zachodniej

## PrezydenciSahary Zachodniej
| Osoba | Osoba   | Osoba                                             | Kadencja         | Kadencja         | Partia polityczna |
| #     | Portret | Imię i Nazwisko                                   | Od               | Do               | Partia polityczna |
| ----- | ------- | ------------------------------------------------- | ---------------- | ---------------- | ----------------- |
| 1     |         | Al-Wali Mustafa as-Sajjid (1948–1976)             | 29 lutego 1976   | 9 czerwca 1976   | Front Polisario   |
| —     |         | Mahfud Ali Bajba (1953–2010) (pełniący obowiązki) | 9 czerwca 1976   | 30 sierpnia 1976 | Front Polisario   |
| 2     |         | Muhammad Abd al-Aziz (1947–2016)                  | 30 sierpnia 1976 | 31 maja 2016     | Front Polisario   |
| —     |         | Chatri ad-Dauh (1956–) (pełniący obowiązki)       | 31 maja 2016     | 12 lipca 2016    | Front Polisario   |
| 3     |         | Ibrahim Ghali (1949–)                             | 12 lipca 2016    | nadal urzęduje   | Front Polisario   |